# الآنسة فيفي (قصة قصيرة)
الآنسة فيفي هي قصة قصيرة من غي دي موباسان، نشرت عام 1882.

## تاريخ
نشرت الآنسة فيفي لأول مرة في جيل بلاس في عدد 23 مارس 1882 ، ثم استؤنفت في مجموعة تحمل الاسم نفسه.
في هذا العمل ، يستعيد غي دي موباسان مواضيع الحرب والدعارة التي صنعت نجاحه. كما أنه يستعيد مواضيع الجنس، وفي بعض الأحيان يأخذ جوانب مروعة ويثير أسئلة حول الموت.